# Тобысь (посёлок)
Тобысь — поселок в составе городского округа Ухта республики Коми.

## Географическое положение
Поселок расположен в 48 километрах  на юго-запад от города Ухта. Подъезд к поселку осуществляется с автомобильной дороги Сыктывкар-Ухта-Печора-Усинск-Нарьян-Мар и с Северной железной дороги, проходящей через территорию населенного пункта. С северной, западной и южной сторон поселок ограничивает река Тобысь и река Нижний Сывъёль, протекающая на юге

## Климат
Климат умеренно-континентальный с коротким прохладным летом и продолжительной морозной зимой. Климат формируется вблизи северных морей в условиях малого количества солнечной радиации и под воздействием интенсивного западного переноса. Особенностью климата является формирование неблагоприятных условий проживания, строительства и эксплуатации инженерных сооружений в зимний период. Зима длится 6 месяцев с октября по апрель. Преобладает устойчивая морозная погода с частыми снегопадами и метелями. Средняя температура января – 17,3ºС. Абсолютная минимальная температура воздуха (-49)ºС.
Лето длится три месяца с июня по август с преимущественно прохладной и пасмурной погодой. В течение всего лета возможны заморозки, а также периоды засушливой, жаркой погоды. Средняя температура июля +12,1ºС. Абсолютный максимум равен +35ºС.

## История
Основан  в конце 1930-40-х годах.

## Население
Постоянное население 172  человека (русские 76%),  83 человека (2010, перепись). 